# Soullans
 Soullans  es una población y comuna francesa, en la región de Países del Loira, departamento de Vendée, en el distrito de Les Sables-d'Olonne y cantón de Saint-Jean-de-Monts.

## Demografía
| 1600 | 1961 | 1600 | 1772 | 1655 | 1640 | 1684 | 1697 | 1604 | 1736 | 1866 | 1792 | 1885 | 2001 | 2095 | 2169 | 2225 | 2345 | 2470 | 2511 | 2386 | 2387 | 2355 | 2345 | 2279 | 2063 | 1929 | 1945 | 2272 | 2629 | 3045 | 3424 | 3851 | 3912 | 3981 |
| Para los censos de 1962 a 1999 la población legal corresponde a la población sin duplicidades (Fuente: INSEE [Consultar]) |      |      |      |      |      |      |      |      |      |      |      |      |      |      |      |      |      |      |      |      |      |      |      |      |      |      |      |      |      |      |      |      |      |      |